# Pterorhinus sannio
Pterorhinus sannio é uma espécie de ave da família Leiothrichidae.
Pode ser encontrada nos seguintes países: China, Hong Kong, Índia, Laos, Myanmar, Tailândia e Vietname.